# Rockdale (Teksas)

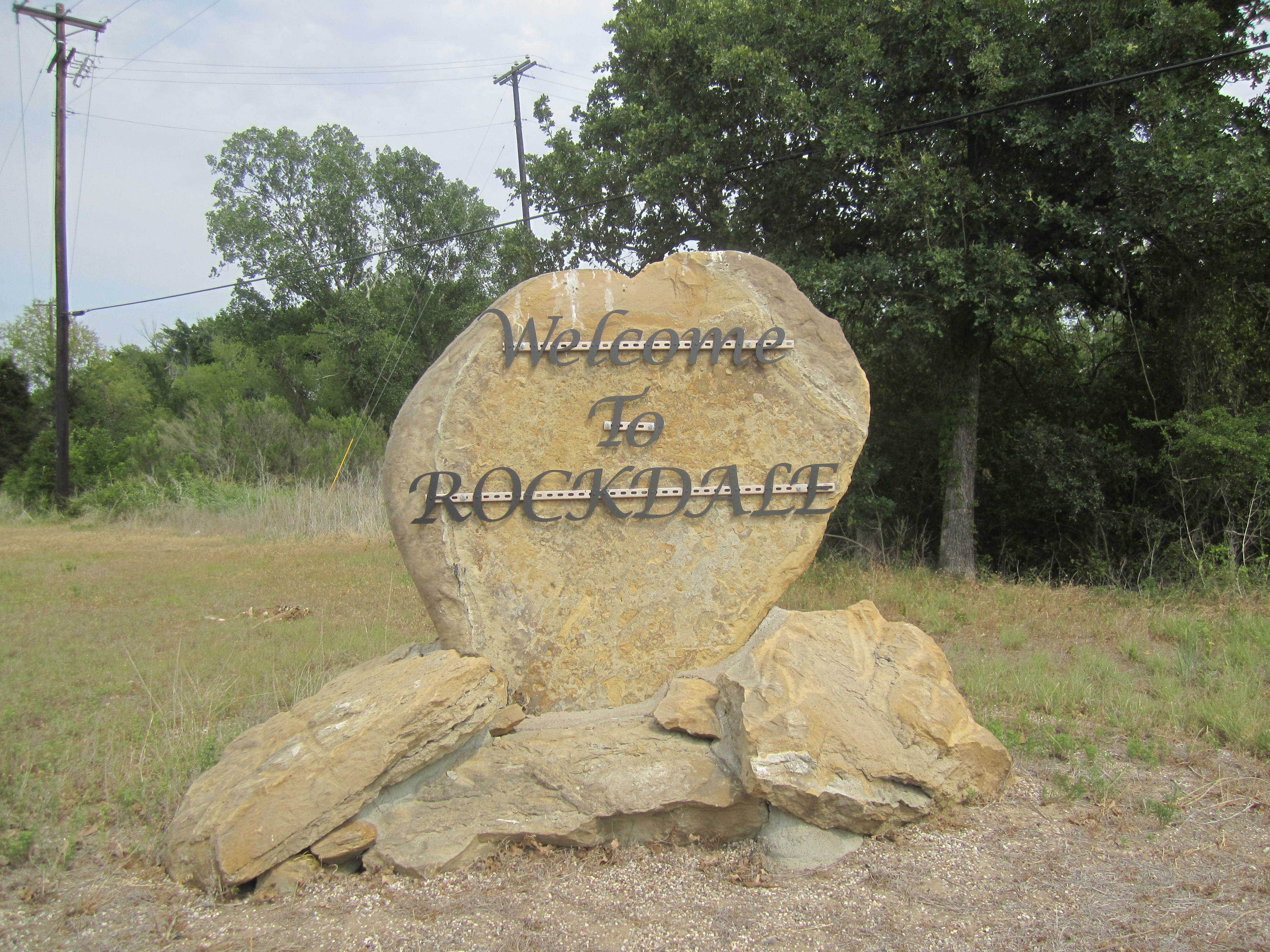
Znak powitalny

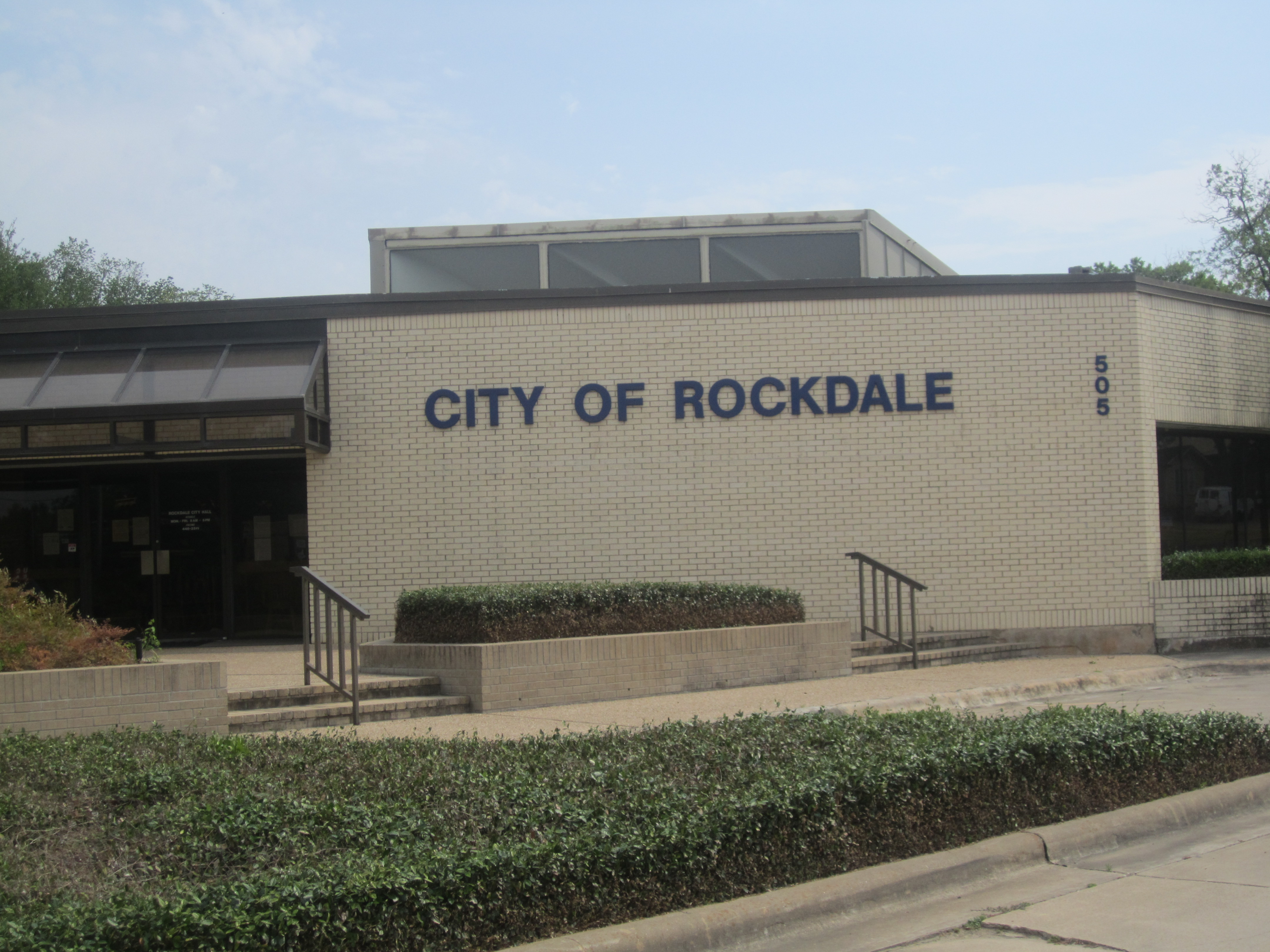
Ratusz

Rockdale – miasto w Stanach Zjednoczonych, w stanie Teksas, w hrabstwie Milam.
Powstało w połowie lat 70. XIX wieku przy nowo budowanej linii kolejowej z Palestine do Austin i już latem 1875 roku uzyskało prawa miejskie.

## Demografia
Według przeprowadzonego przez United States Census Bureau spisu powszechnego w 2010 miasto liczyło 5 595 mieszkańców, co oznacza wzrost o 2,9% w porównaniu do roku 2000. Natomiast skład etniczny w mieście wyglądał następująco: Biali 72,6%, Afroamerykanie 13,4%, Azjaci 0,6%, pozostali 13,4%. Kobiety stanowiły 53,3% populacji.